# Agustín García Rodríguez
Agustín García Rodríguez (* 1. Juni 1973 in Zamora de Hidalgo, Michoacán) ist ein ehemaliger mexikanischer Fußballspieler, dessen Stammposition sich im Mittelfeld befand.

## Laufbahn

### Verein
García Rodríguez stand während des Großteils seiner Profikarriere bei den Tecos UAG unter Vertrag. Zum Ende seiner aktiven Laufbahn spielte er noch für den Stadtrivalen Deportivo Guadalajara sowie beim nur kurzzeitig bestehenden Zweitligisten Trotamundos Tijuana.

### Nationalmannschaft
Im Januar und Februar 1996 kam García Rodríguez insgesamt viermal für die mexikanische Nationalmannschaft zum Einsatz; darunter drei Einsätzen im CONCACAF Gold Cup 1996, den Mexiko im Finale (ohne Mitwirkung von García Rodríguez) gegen Brasilien gewann. Sein Länderspieldebüt bestritt er im Gruppenspiel gegen St. Vincent und die Grenadinen, als er in der 67. Minute eingewechselt worden war und 13 Minuten später seinen einzigen Länderspieltreffer zum Zwischenstand von 4:0 (Endstand 5:0) erzielte.